# Gémini Films
Pour les articles homonymes, voir Gemini.
Gémini Films est une société française de production de cinéma et de distribution de films, créée en 1987 par Paulo Branco. Gémini Films n'existe plus depuis fin 2008 et fut remplacée dans la continuité par Alfama Films Production, la nouvelle société de production de Paulo Branco (Paul Condeixa de Arauga Branco)

## Filmographie (production)
Liste de films produits d'après l'Internet Movie Database, sauf référence contraire.
- 1989 : Le Message des îles (O Recado das Ilhas) de Ruy Duarte de Carvalho
- 1989 : La Femme de Rose Hill d'Alain Tanner
- 1990 : Le Procès du roi (O Processo do Rei) de João Mário Grilo
- 1990 : Piano panier de Patricia Plattner
- 1990 : Le Trésor des îles Chiennes de François-Jacques Ossang
- 1992 : Border Line de Danièle Dubroux
- 1992 : Un parapluie pour trois (Un paraguas para tres) de Felipe Vega
- 1993 : Les gens normaux n'ont rien d'exceptionnel de Laurence Ferreira Barbosa
- 1993 : Madregilda de Francisco Regueiro
- 1993 : Longe Daqui de João Guerra
- 1996 : Transatlantique de Christine Laurent
- 1996 : Le Cœur fantôme de Philippe Garrel
- 1996 : Les Yeux d'Asie (Os Olhos da Ásia) de João Mário Grilo
- 1996 : Few of Us  de Sharunas Bartas
- 1996 : Caméléone de Benoît Cohen
- 1996 : Pour rire ! de Lucas Belvaux
- 1997 : A Casa de Sharunas Bartas
- 1997 : J'ai horreur de l'amour de Laurence Ferreira Barbosa
- 1997 : Porto Santo de Vicente Jorge Silva
- 1997 : Alors voilà de Michel Piccoli
- 1998 : On a très peu d'amis de Sylvain Monod
- 1998 : Chaussures noires (Sapatos Pretos) de João Canijo
- 1998 : Requiem d'Alain Tanner
- 1998 : Inquiétude (Inquietude) de Manoel de Oliveira
- 1998 : L'Inconnu de Strasbourg de Valeria Sarmiento
- 1998 : Tráfico de João Botelho
- 1998 : Loin des yeux (pt) (Longe da Vista) de João Mário Grilo
- 1998 : L'Examen de minuit de Danièle Dubroux
- 1999 : Lila Lili de Marie Vermillard
- 2000 : A Falha de João Mário Grilo
- 2000 : Trop tard (Tarde Demais) de José Nascimento
- 2000 : 30 ans de Laurent Perrin
- 2000 : Combat d'amour en songe de Raoul Ruiz
- 2000 : Poisson lune de José Álvaro Morais
- 2000 : Parole et Utopie de Manoel de Oliveira
- 2000 : Freedom de Sharunas Bartas
- 2001 : Électroménager de Sylvain Monod
- 2001 : La Plage noire de Michel Piccoli
- 2001 : Imago de Marie Vermillard
- 2002 : Le Stade de Wimbledon de Mathieu Amalric
- 2002 : Los porfiados - Les Acharnés (Los porfiados) de Mariano Manzur
- 2002 : Le Dauphin (O delfim) de Fernando Lopes
- 2002 : Fleurs de sang de Myriam Mézières et Alain Tanner
- 2002 : Deux de Werner Schroeter
- 2002 : Les Naufragés de la D17 de Luc Moullet
- 2002 : La Cage d'Alain Raoust
- 2002 : Le Loup de la côte Ouest de Hugo Santiago
- 2002 : Rosa la chine (Rosa la china) de Valeria Sarmiento
- 2003 : Le Dernier des immobiles de Nicola Sornaga
- 2003 : Mimi de Claire Simon
- 2003 : Il est plus facile pour un chameau... de Valeria Bruni-Tedeschi
- 2003 : Ce jour-là de Raoul Ruiz
- 2003 : Carême de José Álvaro Morais
- 2003 : La Vie nue de Dominique Boccarossa
- 2003 : Après la pluie, le beau temps de Nathalie Schmidt
- 2003 : Nós de Cláudia Tomaz
- 2003 : La Fin du règne animal de Joël Brisse
- 2003 : O Fascínio de José Fonseca e Costa
- 2004 : Paul s'en va d'Alain Tanner
- 2004 : Le Miracle selon Salomé (O Milagre segundo Salomé) de Mário Barroso
- 2004 : Nuit noire (Noite Escura) de João Canijo
- 2004 : Illumination, de Pascale Breton
- 2004 : Ordo de Laurence Ferreira Barbosa
- 2004 : Au large de Bad Ragaz de François-Christophe Marzal
- 2005 : La Vie privée de Zina Modiano
- 2005 : Akoibon d'Édouard Baer
- 2005 : Seven Invisible Men de Sharunas Bartas
- 2005 : C'est pas tout à fait la vie dont j'avais rêvé de Michel Piccoli
- 2005 : Le Fataliste (O Fatalista) de João Botelho
- 2005 : Alex de José Alcala
- 2006 : Transe de Teresa Villaverde
- 2006 : Call Me Agostino de Christine Laurent
- 2006 : Suzanne de Viviane Candas
- 2006 : Quelques jours en septembre de Santiago Amigorena
- 2006 : Dans Paris de Christophe Honoré
- 2007 : Très bien, merci de Emmanuelle Cuau
- 2007 : Le Prestige de la mort de Luc Moullet

## Filmographie (distribution)
Liste de films distribués d'après l'Internet Movie Database, sauf référence contraire.
- 1989 : Souvenirs de la maison jaune (Recordações da Casa Amarela) de João César Monteiro
- 1998 : On a très peu d'amis de Sylvain Monod
- 1998 : Chaussures noires (Sapatos Pretos) de João Canijo
- 1998 : Requiem d'Alain Tanner
- 1998 : Inquiétude (Inquietude) de Manoel de Oliveira
- 1998 : L'Inconnu de Strasbourg de Valeria Sarmiento
- 1998 : Tráfico de João Botelho
- 1998 : Loin des yeux (pt) (Longe da Vista) de João Mário Grilo
- 1998 : L'Examen de minuit de Danièle Dubroux
- 1999 : Lila Lili de Marie Vermillard
- 1999 : Jonas et Lila, à demain d'Alain Tanner
- 2000 : Fais-moi rêver de Jacky Katu
- 2000 : Trop tard (Tarde Demais) de José Nascimento
- 2000 : 30 ans de Laurent Perrin
- 2000 : Dans la chambre de Vanda (No Quarto da Vanda) de Pedro Costa
- 2000 : Combat d'amour en songe de Raoul Ruiz
- 2000 : Poisson lune de José Álvaro Morais
- 2000 : Parole et Utopie de Manoel de Oliveira
- 2000 : Nuits (Noites) de Cláudia Tomaz
- 2001 : Électroménager de Sylvain Monod
- 2001 : La Plage noire de Michel Piccoli
- 2001 : Rasganço de Raquel Freire
- 2001 : Imago de Marie Vermillard
- 2002 : Le Stade de Wimbledon de Mathieu Amalric
- 2002 : Los porfiados - Les Acharnés (Los porfiados) de Mariano Manzur
- 2002 : Le Dauphin (O delfim) de Fernando Lopes
- 2002 : Fleurs de sang de Myriam Mézières et Alain Tanner
- 2002 : Deux de Werner Schroeter
- 2002 : Les Naufragés de la D17 de Luc Moullet
- 2002 : La Cage d'Alain Raoust
- 2002 : Le Loup de la côte Ouest de Hugo Santiago
- 2002 : Rosa la chine (Rosa la china) de Valeria Sarmiento
- 2002 : Royal Bonbon de Charles Najman
- 2003 : Il est plus facile pour un chameau... de Valeria Bruni-Tedeschi
- 2003 : Ce jour-là de Raoul Ruiz
- 2003 : Après la pluie, le beau temps de Nathalie Schmidt
- 2003 : Le Furet de Jean-Pierre Mocky
- 2004 : Paul s'en va d'Alain Tanner
- 2004 : Le Miracle selon Salomé (O Milagre segundo Salomé) de Mário Barroso
- 2004 : Nuit noire (Noite Escura) de João Canijo
- 2004 : Illumination de Pascale Breton
- 2004 : Ordo de Laurence Ferreira Barbosa
- 2005 : Akoibon d'Édouard Baer
- 2005 : Alice de Marco Martins
- 2005 : Septyni nematomi zmones de Sharunas Bartas
- 2005 : C'est pas tout à fait la vie dont j'avais rêvé de Michel Piccoli
- 2005 : Le Fataliste (O Fatalista) de João Botelho
- 2005 : Alex de José Alcala
- 2005 : La Vie privée de Zina Modiano
- 2006 : Je me fais rare de Dante Desarthe
- 2006 : Call Me Agostino de Christine Laurent
- 2007 : Suzanne de Viviane Candas
- 2007 : Très bien, merci de Emmanuelle Cuau
- 2007 : Le Prestige de la mort de Luc Moullet